# Juju Noda
Juju Noda (野田樹潤, Noda Juju), née le 2 février 2006 à Tokyo, est une pilote automobile japonaise. Elle est la fille de Hideki Noda, pilote qui a disputé trois courses en Formule 1 avec l'écurie Larrousse en 1994.

## Biographie

### Enfance
Juju Noda naît le 2 février 2006 à Tokyo. Son père est l'ancien pilote, Hideki Noda qui a notamment disputé trois courses en Formule 1 lors de la saison 1994 et grâce à qui elle découvre le karting à l'âge de trois ans. En 2018, elle apparaît dans un mini-documentaire crée par Great Big Story.

### Débuts en monoplace
Noda fait ses débuts en monoplace sur les circuits japonais à l'âge de neuf ans. En 2019, elle participe a sa première compétition : les Lucas Oil Winter Series où elle se classe quatorzième avec 68 points. Elle rejoint ensuite le Championnat du Danemark de Formule 4 avec l'écurie crée par son père. Elle remporte sa première victoire dans la catégorie, monte sur trois autres podiums et se classe sixième avec 85 points. Elle rempile pour une deuxième saison l'année suivante où elle remporte deux victoires et décroche huit podiums. Elle se classe septième du championnat avec 149 points. Elle devait également participer au Championnat des États-Unis de Formule 4 où elle réalise le meilleur temps des essais de la première manche à Road Atlanta malheureusement elle déclare forfait avec les qualifications et ne réapparaît pas de toute la saison.

### Passage en W Series

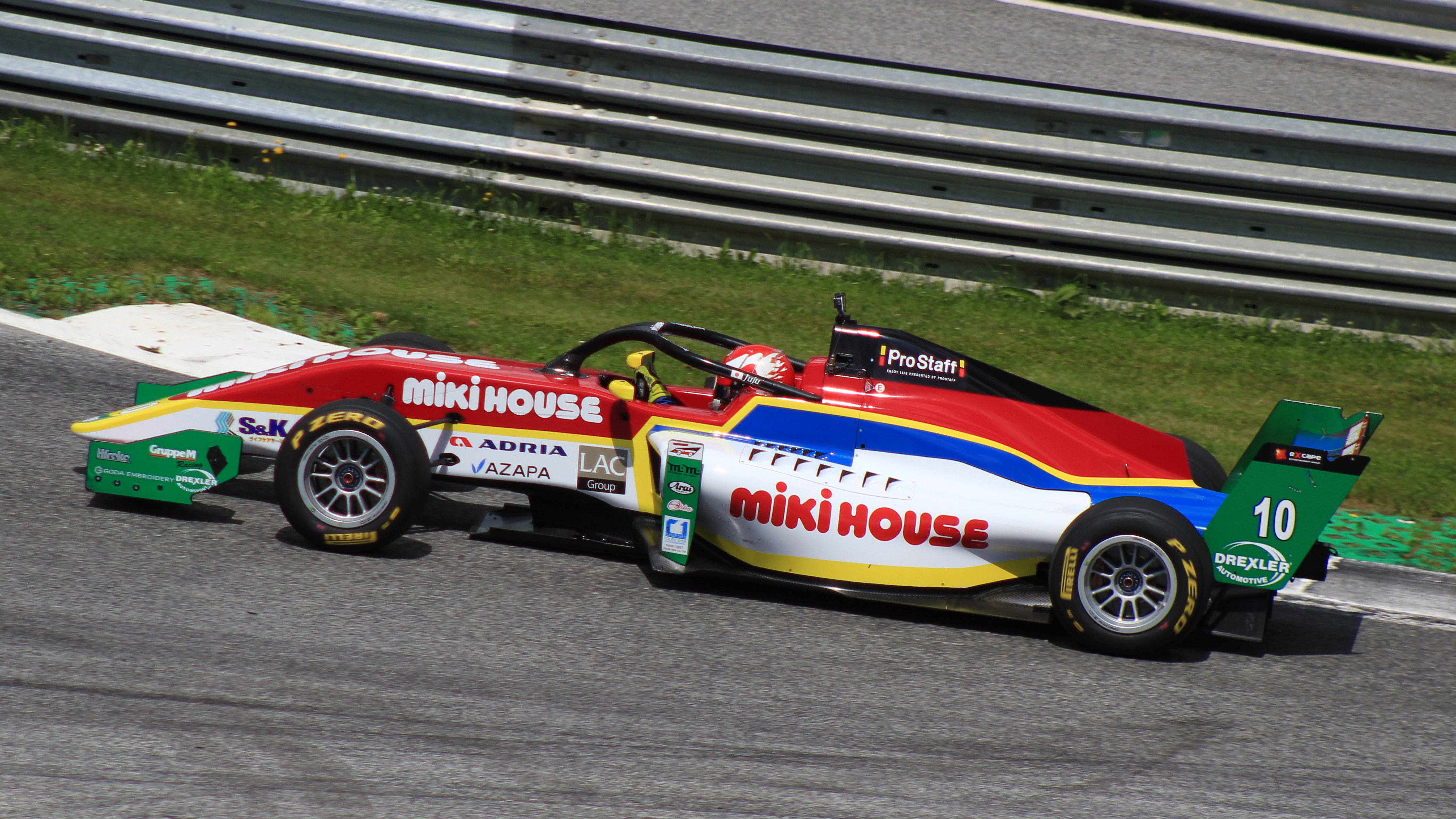
Juju Noda en W Series sur le Red Bull Ring en 2022.

En 2022, Noda fait ses débuts en W Series lors des essais de pré-saison qui se tiennent du 2 au 4 mars à Barcelone. Elle est la seule pilote à ne pas être automatiquement qualifiée car un mois plus tôt, elle a participé à un premier test en Arizona. La grille complète est annoncée le 22 mars 2022 avec Noda sur la liste des titulaires. Sa saison est un vrai échec puisqu'elle n'inscrit que deux points lors de la manche du Hungaroring. Elle se classe quatorzième du championnat. Elle dispute aussi quelques courses de la Coupe d'Autriche de Formule 3 où elle inscrit 48 points et se classe huitième du championnat.

### Euroformula Open

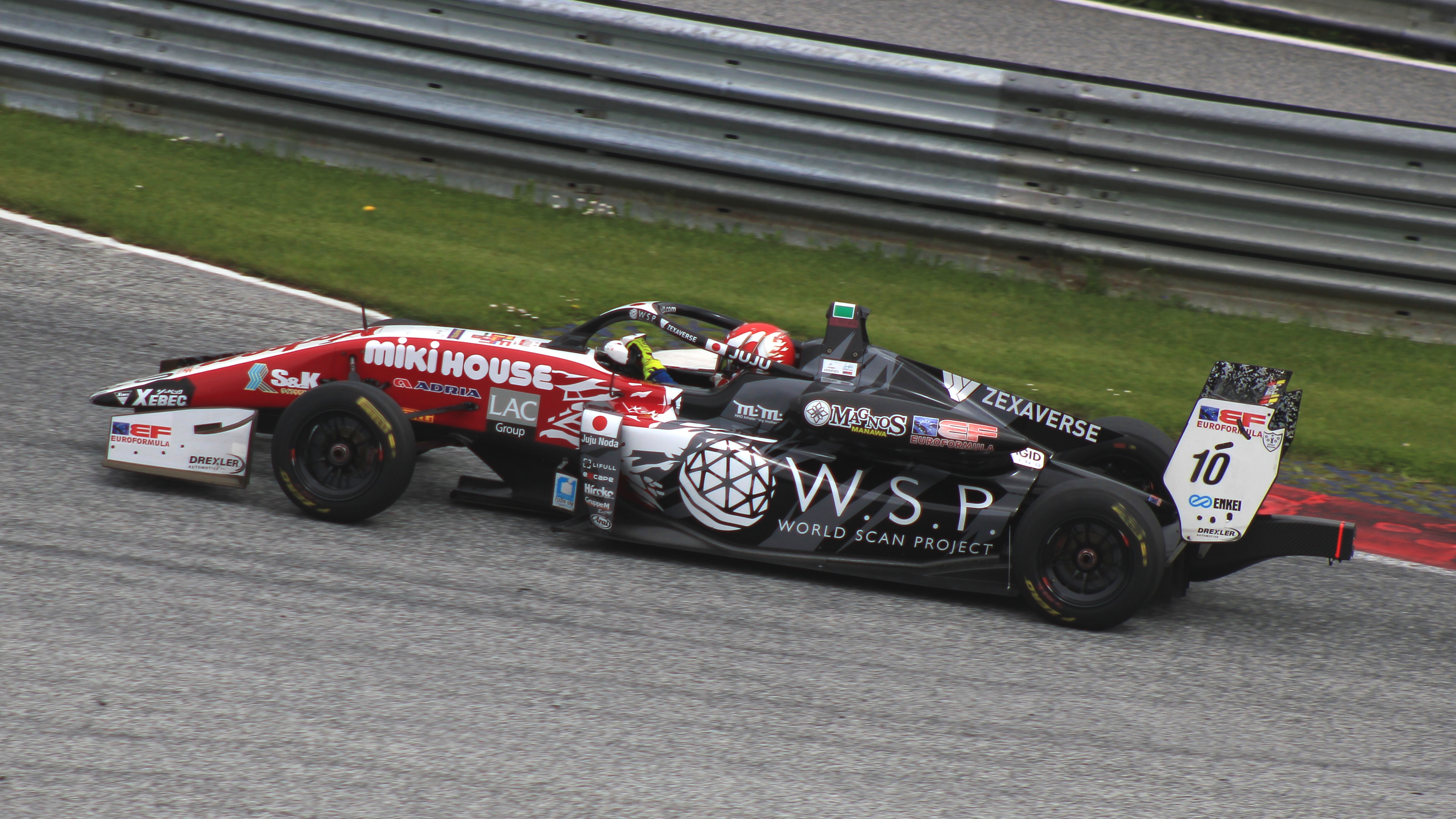
Juju Noda en Euroformula Open sur le Red Bull Ring en 2023.

Pour la saison 2023, Noda se tourne vers l'Euroformula Open où elle réintègre l'écurie familiale. Le 22 juillet 2023, elle rentre dans l'histoire en devenant la première femme à remporter une course du championnat lors de la course 1 de la manche du Castellet. Elle pointe à la cinquième place du championnat à la mi-saison avec 3 podiums. Ses performances sont dues à une règle controversée stipulant que les pilotes féminines peuvent courir avec un poids minimum de 26 kg inférieur à celui de leurs homologues masculins. Cette règle est abolie avant la cinquième manche du championnat au Red Bull Ring. En réponse à cela, Hideki Noda annonce le retrait général de son écurie et de sa pilote du championnat.

### Super Formula

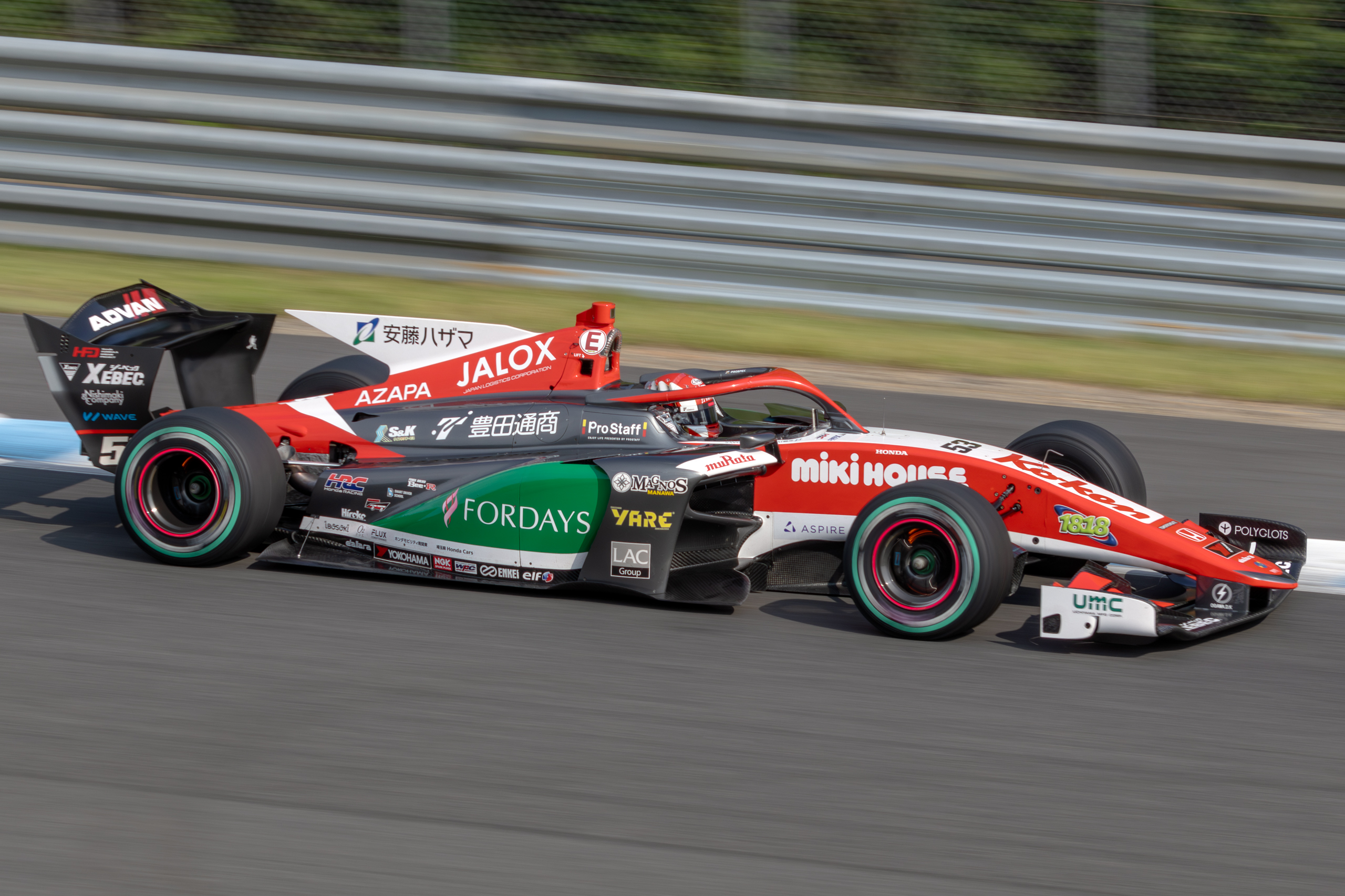
Juju Noda sur le circuit de Motegi en Super Formula en 2024.

En 2024, Juju Noda fait le choix de retourner au Japon et s'engage en Super Formula et rejoint l'équipe TGM Grand Prix aux côtés de l'expérimenté Nobuharu Matsushita. Elle devient la première femme à participer au championnat. Elle connait toutefois une saison difficile, ne réalisant qu'une dix-septième place pour meilleur résultat en étant reléguée à chaque course à plus d'une seconde par tour du rythme des leaders du championnat.

## Carrière

### Résultats en course automobile
| Saison | Championnat                          | Écurie                         | Courses | Victoires | Pole positions | Meilleurs tours | Podiums | Points | Classement |
| ------ | ------------------------------------ | ------------------------------ | ------- | --------- | -------------- | --------------- | ------- | ------ | ---------- |
| 2019   | Lucas Oil Winter Series              | pas d'écurie                   | 3       | 0         | 0              | 0               | 0       | 68     | 14e        |
| 2020   | Championnat du Danemark de Formule 4 | Noda Racing                    | 9       | 1         | 3              | 2               | 4       | 85     | 6e         |
| 2021   | Championnat du Danemark de Formule 4 | Noda Racing                    | 17      | 2         | 2              | 3               | 8       | 149    | 7e         |
| 2021   | YAcademy Winter Series               | Jay Howard Driver Development  | 6       | 0         | 0              | 0               | 0       | 12     | 12e        |
| 2022   | W Series                             | W Series Academy               | 7       | 0         | 0              | 0               | 0       | 2      | 14e        |
| 2022   | Coupe d'Autriche de Formule 3        | Vadum Racing                   | 6       | 0         | 0              | 0               | 0       | 48     | 8e         |
| 2022   | Formula F2000 Italian Trophy         | Vadum Racing                   | 6       | 0         | 0              | 0               | 0       | 0†     | n.c        |
| 2023   | Coupe d'Autriche de Formule 3        | Noda Racing                    | 14      | 7         | 8              | 8               | 11      | 262    | 2e         |
| 2023   | Formula F2000 Italian Trophy         | Noda Racing                    | 14      | 5         | 4              | 10              | 11      | 289    | Championne |
| 2023   | Euroformula Open                     | Noda Racing                    | 12      | 1         | 0              | 1               | 3       | 118    | 8e         |
| 2023   | BOSS GP Series                       | HS Engineering                 | 2       | 0         | 0              | 0               | 0       | 44     | 16e        |
| 2024   | BOSS GP Series                       | MM International Motorsport    | 9       | 2         | 2              | 0               | 3       | 166    | 3e         |
| 2024   | Super Formula                        | TGM Grand Prix                 | 9       | 0         | 0              | 0               | 0       | 0      | 21e        |
| 2025   | Super Formula                        | Hazama Ando Triple Tree Racing | 8       | 0         | 0              | 0               | 0       | 0      | 23e        |

† Noda était une pilote invitée, elle était inéligible aux points.